# Cordelia Fine
Cordelia Fine   (Toronto, 1975) és una neurocientífica, psicòloga i escriptora britànica nascuda a Toronto (Canadà). És professora titular d'Història i filosofia de la ciència per la Universitat de Melbourne (Austràlia). Fine ha escrit tres obres de divulgació científica sobre cognició social, neurociència i els mites populars de les diferències sexuals. El seu darrer assaig, Testosterone Rex, va guanyar el Premi Royal Society Science Book Prize, i la medalla Woodward en Humanitats i Ciències socials 2017. És autora d'alguns capítols de llibres acadèmics i publicacions acadèmiques. Fine, també és coneguda per encunyar el 2008 el terme neurosexisme, l'afirmació que els cervells dels hòmens i les dones són diferents, una idea que ella ha rebatut en els seus treballs, especialment en Qüestió de sexes (2010).

## Educació
Cordelia Fine estudià en la St. George's School for Girls d'Edimburg. Obtingué la llicenciatura en Psicologia experimental amb honors en la Universitat d'Oxford, un màster en Filosofia en criminologia de la Universitat de Cambridge i un doctorat en Psicologia del University College London.